# Valenza
Valenza (piemontiul: Valensa) település Olaszországban, Piemont régióban, Alessandria megyében. Lakosainak száma 18 025 fő (2023. január 1.). Valenza Alessandria, Bassignana, Bozzole, Frascarolo, Giarole, Mirabello Monferrato, Pecetto di Valenza, Pomaro Monferrato, San Salvatore Monferrato, Suardi és Torre Beretti e Castellaro községekkel határos.

## Népesség
A település lakossága az elmúlt években az alábbi módon változott:
| Lakosok száma | 19 054 | 18 804 | 18 025 |
|               | 2017   | 2018   | 2023   |